# Moučkový cukr

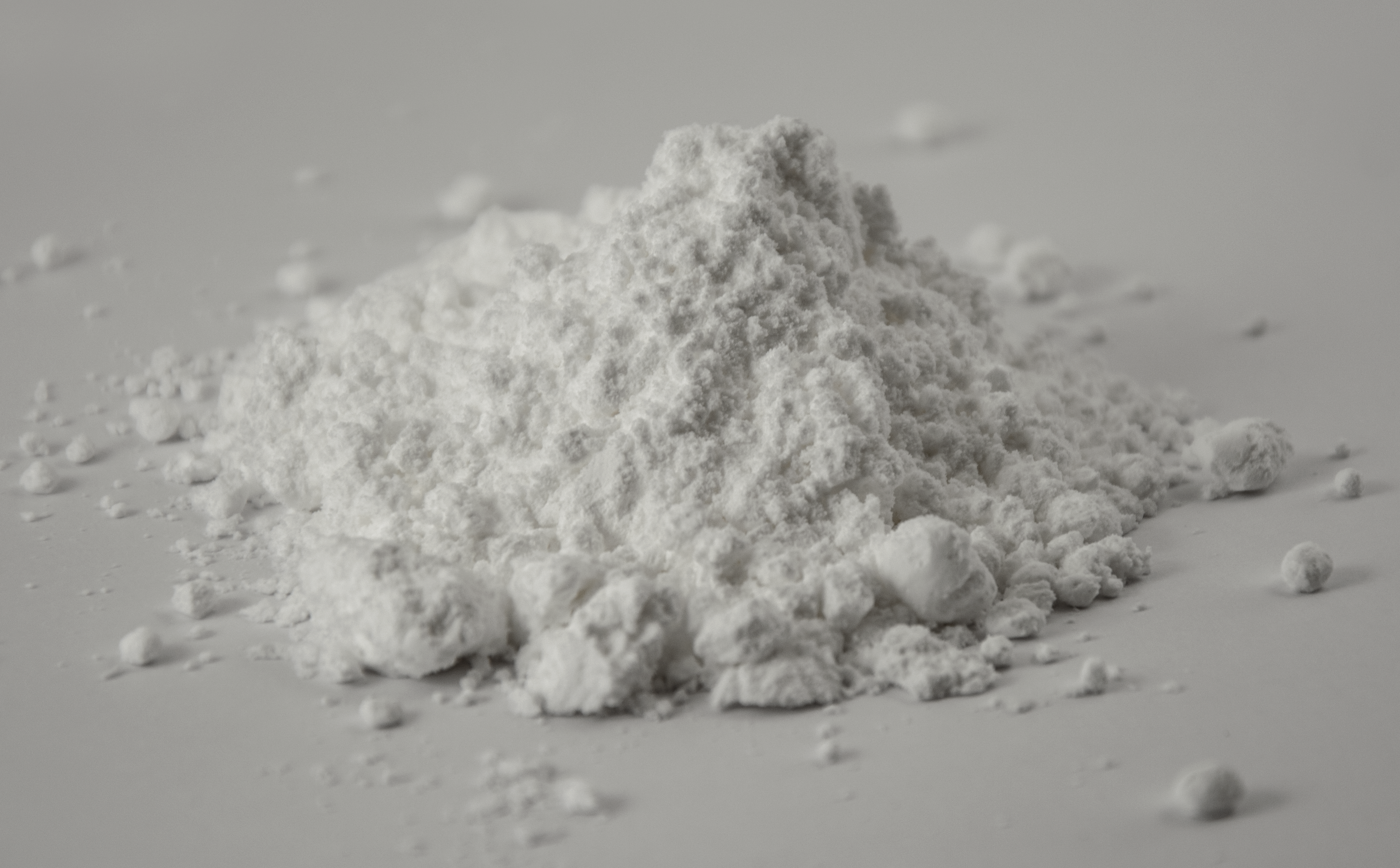
Moučkový cukr

Moučkový cukr, též cukr moučka je řepný cukr rozemletý na prach. Může v něm být přidána protihrudkující látka.

## Charakteristika
Moučkový cukr je jemný cukrový prášek, do kterého se při výrobě obvykle přidávají látky zabraňující jeho hrudkování. Těch je zpravidla do 3 % hmotnosti výrobku a většinou se jedná o bramborový, případně pšeničný škrob. Existují ale i moučkové cukry zcela bez přídatných látek. Moučkový cukr vzhledem k přidaným protihrudkujícím látkám sladí o něco méně než cukr krystal nebo krupice.
Kromě průmyslové výroby lze moučkový cukr vyrobit i doma, a to rozemletím krystalového cukru ve výkonném mixeru, kávomlýnku nebo smoothie makeru. Výhodou je možnost nepřidávat protihrudkující látky, při dlouhodobém skladování se ale přidání škrobu i při domácí výrobě doporučuje. Výhodou je také možnost vyrobit moučkový cukr z jiného než řepného cukru (např. z cukru třtinového), který se jako surovina běžně používá v průmyslové výrobě.

## Použití

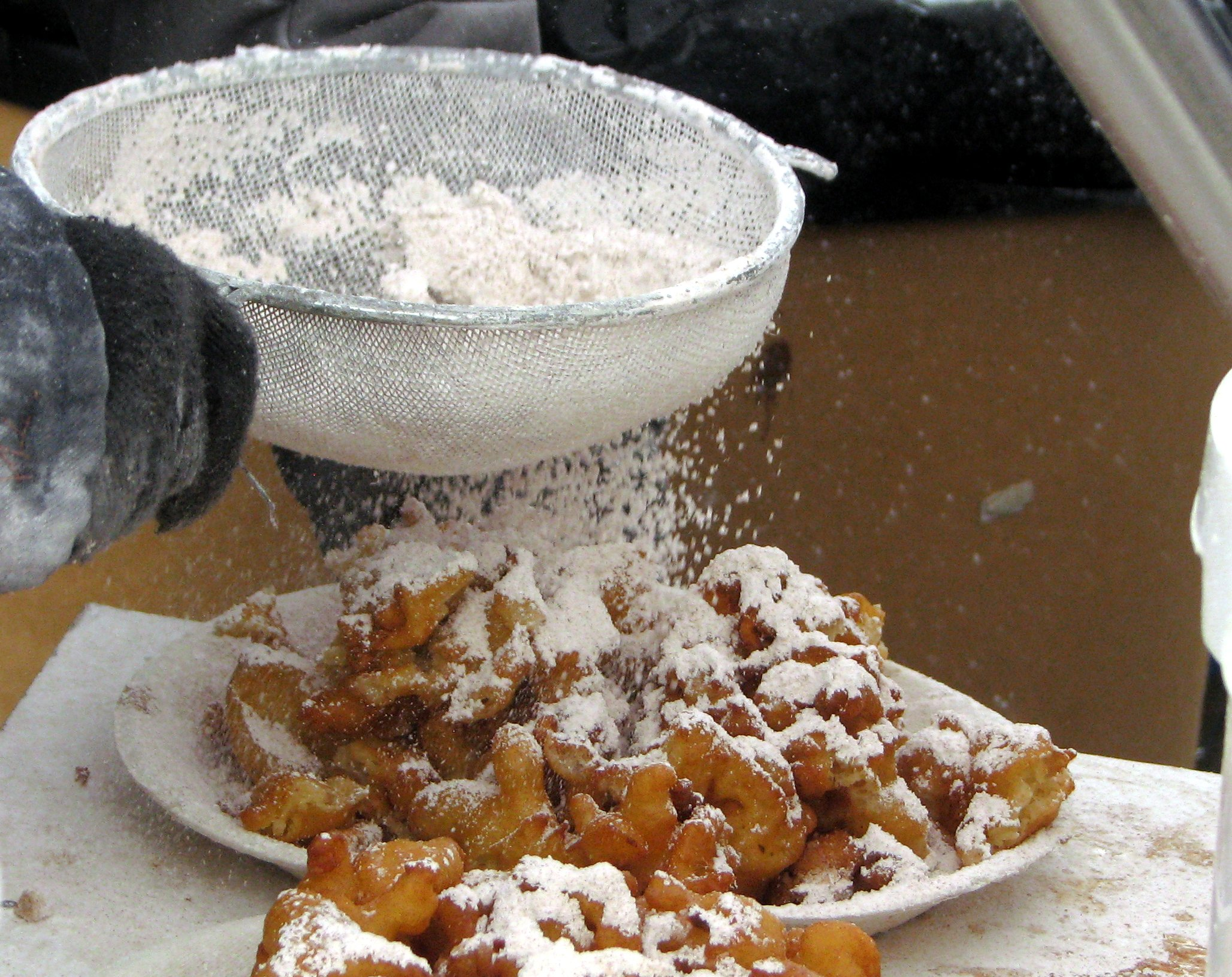
Sypání pokrmu moučkovým cukrem

Cukr moučka se často používá ve studené kuchyni (např. do krémů), protože krystalky cukru krystal nebo krupice by se při nízkých teplotách nemusely dobře rozpustit. Tradičně se cukr moučka používá také na zdobení povrchu sladkého pečiva (např. bábovka) nebo k obalování některých druhů vánočního cukroví (např. vanilkové rohlíčky).